# Manala
Manala is het achtste album van de Finse folkmetalband Korpiklaani. Het album is uitgebracht op 3 augustus 2012. De titel van het album, "Manala", betekent 'onderwereld'.

## Tracklist
Cd 1
| Nr. | Titel                               | Duur |
| --- | ----------------------------------- | ---- |
| 1.  | Kunnia                              | 3:25 |
| 2.  | Tuonelan Tuvilla                    | 3:10 |
| 3.  | Rauta                               | 3:06 |
| 4.  | Ruumiinmultaa                       | 3:37 |
| 5.  | Petoeläimen Kuola                   | 3:15 |
| 6.  | Synkkä                              | 5:25 |
| 7.  | Ievan Polkka                        | 3:08 |
| 8.  | Husky Sledge                        | 1:49 |
| 9.  | Dolorous                            | 3:05 |
| 10. | Uni                                 | 3:49 |
| 11. | Metsälle                            | 5:35 |
| 12. | Sumussa Hämärän Aamun (bonus track) | 6:19 |

Cd 2
| Nr. | Titel                         | Duur |
| --- | ----------------------------- | ---- |
| 1.  | Honor                         | 3:25 |
| 2.  | At The Huts Of The Underworld | 3:10 |
| 3.  | The Steel                     | 3:06 |
| 4.  | Soil Of The Corpse            | 3:37 |
| 5.  | Predator's Saliva             | 3:15 |
| 6.  | Dismal                        | 5:25 |
| 7.  | Jeva's Polka                  | 3:08 |
| 8.  | Husky-Sledge                  | 1:49 |
| 9.  | Dolorous                      | 3:05 |
| 10. | Dream                         | 3:49 |
| 11. | Off To The Hunt               | 5:35 |